# Ка Ђиролами (Бергамо)
Ка Ђиролами је насеље у Италији у округу Бергамо, региону Ломбардија.
Према процени из 2011. у насељу је живело 8 становника. Насеље се налази на надморској висини од 783 м.